# Django (TV-serie)
Django är en fransk-italiensk engelskspråkig western- och dramaserie vars första säsong hade premiär i februari 2023. Första säsongen bestod av tio avsnitt. Serien är skapad av Leonardo Fasoli och Maddalena Ravagli, som även skrivit seriens manus. Serien är baseras på Sergio Corbucci film med samma namn från 1966.

## Handling
Serien kretsar kring den ökända revolvermannen Django som är på jakt efter sin sedan åtta år tillbaka försvunna dotter.

## Rollista i urval
- Matthias Schoenaerts - Django
- Nicholas Pinnock - John Ellis
- Lisa Vicari - Sarah
- Noomi Rapace - Elizabeth
- Abigail Thorn - Jess
- Dakota Trancher Williams - Aaron